# Tape-Library

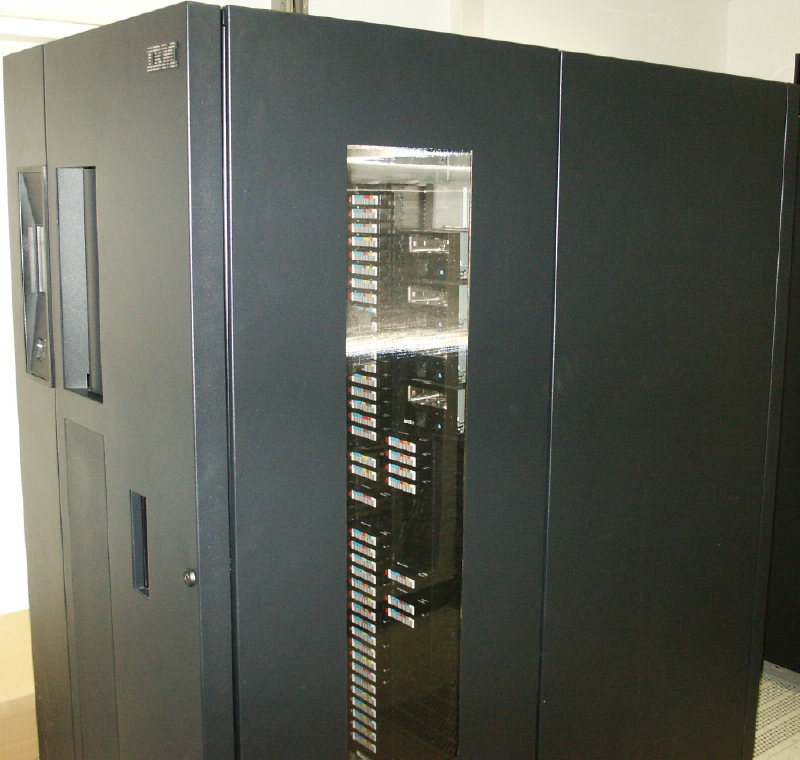
Tape Library (Außenansicht)

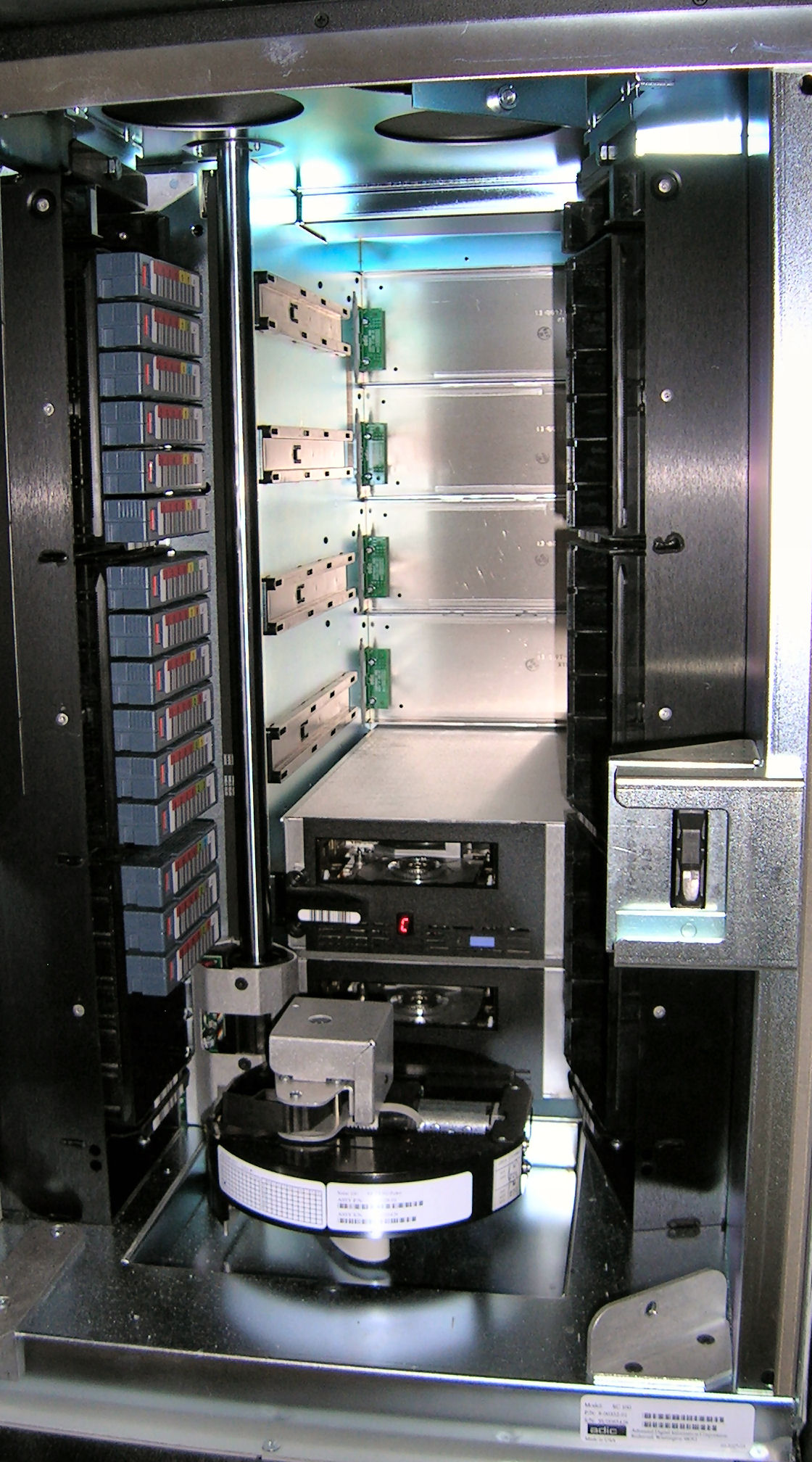
Tape Library (Innenansicht)

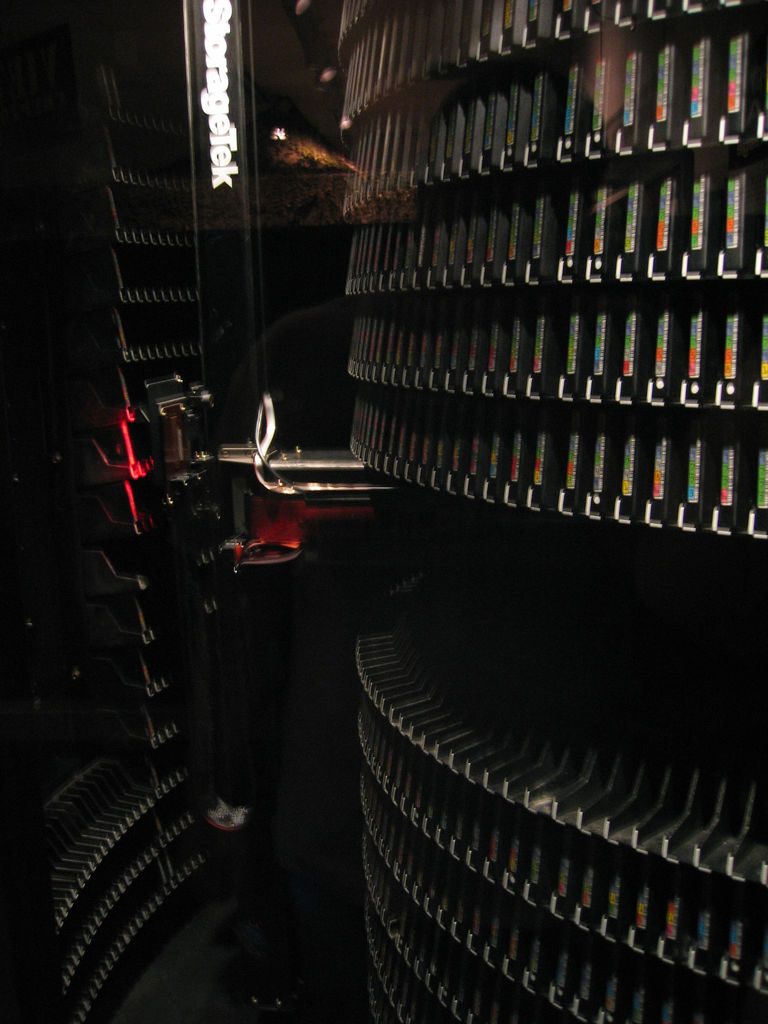
PowderHorn 9310, ein sogenannter Tape Silo

Eine englisch Tape-Library, auch Tape-Roboter, Tape-Silo, Tape-Jukebox oder deutsch Bandbibliothek, ist ein Gerät oder Einrichtung, in dem sich ein oder mehrere Bandlaufwerke und mehrere Magnetbänder befinden, die das Gerät automatisch in das oder die Bandlaufwerke einlegt.
Kleine Tape-Libraries (auch Autoloader genannt) haben nur ein Laufwerk und 5 bis 17 Einschubfächer, sogenannte Slots, für je ein Band, das mit Hilfe eines Wechselmechanismus zum Laufwerk bewegt wird. Solche Bibliotheken müssen in der Regel ihren Betrieb unterbrechen, wenn Bänder (oftmals in einem Magazin) gewechselt werden sollen. In größeren Tape-Libraries übernehmen für diesen Zweck konstruierte Roboter, sogenannte Picker oder Hand-Bots, den Transport vom Einschubfach zu den Laufwerken. Zu diesem Zweck laufen die Picker auf fixen Schienen. Die Bänder haben zur eindeutigen Identifikation einen Strichcode-Aufkleber, der vom Picker ausgelesen wird. Das Wechseln von Bändern im laufenden Betrieb ermöglichen spezielle Schächte für das Einlegen oder Auswerfen von Bändern.
Als Abgrenzung nutzt eine Virtual-Tape-Library statt Bandlaufwerken ein oder mehrere Disk-Arrays zur Datenspeicherung, emuliert aber nach außen hin eine Tape-Library und erlaubt so die gleiche Sicherungssoftware wie bei einer regulären Tape-Library zu verwenden.

## Anwendung
Mit Tape-Libraries können große Datenmengen gesichert werden. Der Wechsel der Bänder wird dabei von der Backup-Software gesteuert. Die Strichcodes der Bänder werden ebenfalls an die Software weitergegeben, die dann die Medienverwaltung übernimmt. In einer internen Datenbank ist festgehalten, welches Sicherungsobjekt (z. B. eine Datei oder ein Festplatten-Abbild), auf welche Bänder gesichert wurde.

## Kapazität
Große Tape-Libraries können auf Kapazitäten von mehreren tausend Einschüben und dutzenden Laufwerken ausgebaut werden. Als Beispiele seien die IBM 3584 mit 192 Laufwerken und 6260 Slots und die SUN/STK SL 8500 mit 64 Laufwerken und 10.080 Slots, so wie die ursprünglich in Deutschland von GRAU Storage Systems aus Böhmenkirch (heute Quantum Corporation) entwickelte ABBA/2 (bzw. AML/2), die ca. 400 Laufwerke und über 76.000 Medien fassen kann, genannt (jeweils im Vollausbau, Stand Ende 2006).
Um ein Beispiel für die Datenkapazität eines solchen Gerätes zu nennen: Die PowderHorn 9310 Tape Library der Firma StorageTek speicherte im Vollausbau bei je 6000 Einschüben in 24 LSMs (englisch Library Storage Module) insgesamt bis zu 28,8 Petabyte, das entspricht 28.800 Terabyte an Daten. Die Maximalkapazität großer Tape-Libraries hat bereits im Jahr 2022 die Grenze von 57000 Petabyte (57 Exabyte) überschritten.